# 38e législature de l'Ontario
La 38e législature de l'Ontario commence le 19 novembre 2003. Ses membres ont été élus lors de l'élection générale tenue le 2 octobre 2003. Cette élection a donné lieu à la formation d'un gouvernement majoritaire dirigé par Dalton McGuinty, chef du Parti libéral de l'Ontario.

## Sessions
| Session | Début            | Fin               |
| ------- | ---------------- | ----------------- |
| 1re     | 19 novembre 2003 | 19 septembre 2005 |
| 2e      | 11 octobre 2005  | 5 juin 2007       |

## Chronologie

### 2003
- 19 novembre: Élection par un vote secret du président de l'Assemblée législative. Le libéral Alvin Curling (Scarborough—Rouge River) est élu et devient le premier homme noir élu à ce poste[1].

### 2004
- 24 mars: Décès soudain du député libéral Dominic Agostino (Hamilton-Est) d'un cancer du foie[2].
- 13 mai: Une élection partielle dans Hamilton-Est, la néo-démocrate Andrea Horwath remporte l'élection contre Ralph Agostino, frère du défunt député. Cette élection permet aux Néo-démocrates d'atteindre le plateau de 8 députés et d'obtenir le statut de parti officiel[3].

### 2005
- 19 août: Démission du président Alvin Curling pour accepter le poste d'ambassadeur en République dominicaine[4].
- 24 novembre: Élection partielle dans Scarborough—Rouge River, le libéral Bas Balkissoon est élu[5].

### 2006
- 18 septembre: Démission du libéral Joe Cordiano (York-Sud—Weston) pour pouvoir passer plus de temps en famille[6].
- 25 septembre: Démission du libéral Tony Wong (Markham) pour se présenter au conseil régional de York[7].
- 28 septembre: Démission du progressiste-conservateur Cam Jackson (Burlington) pour devenir maire de Burlington[7].

### 2007
- 8 février: Trois élections partielles sont tenues. Le néo-démocrate et ancien président de la région de Halton Paul Ferreira est élu dans York South-Weston[8]. La progressiste-conservatrice Joyce Savoline est élue dans Burlington[9] et le libéral Michael Chan est élu dans Markham.
- 29 mars: Le libéral Tim Peterson, frère de l'ancien premier ministre David Peterson, quitte le caucus libéral pour siéger comme indépendant jusqu'à la prochaine élection, au cours de laquelle il compte se présenter avec les Progressistes-conservateurs[10].
- 5 juin: La 2e session de la 38e législature est prorogée.
- 12 juillet: Le libéral Ernie Parsons (Prince Edward—Hastings) démissionne pour accepter un poste de juge de paix[11].
- 10 septembre: Le 38e législature est dissoute.

## Représentation

### Répartition des sièges
| Parti                    | Parti                           | Début | Fin |
|                          | Parti libéral                   | 72    | 67  |
|                          | Parti progressiste-conservateur | 24    | 24  |
|                          | Nouveau Parti démocratique      | 7     | 10  |
|                          | Indépendant                     | 0     | 1   |
|                          | Vacant                          | 0     | 1   |
| Total                    | Total                           | 103   | 103 |
| Gouvernement majoritaire | Gouvernement majoritaire        | 21    | 17  |

### Disposition de la chambre
Voici la répartition des députés dans la chambre de l'Assemblée législative.
| **** | **** | * | **** | **** | * | **** | **** | * | **** | **** | * | **** | **** | **** | *    | **** | **** | *    | **** |      |      |
| **** | **** | * | **** | **** | * | **** | **** | * | **** | **** | * | **** | **** | **** | *    | **** | **** | *    | **** | **** |      |
| **** | **** | * | **** | **** | * | **** | **** | * | **** | **** | * | **** | **** | **** | *    | **** | **** | *    | **** | **** |      |
| **** | **** | * | **** | **** | * | **** | LO   | * | **** | **** | * | **** | L    | **** | *    | **** | **** | *    | **** | **** | **** |
| **** |      |   |      |      |   |      |      |   |      |      |   |      |      |      |      |      |      |      |      |      |      |
| **** |      |   |      |      |   |      |      |   |      |      |   |      |      |      |      |      |      |      |      |      |      |
| **** |      |   |      |      |   |      |      |   |      |      |   |      |      |      |      |      |      |      |      |      |      |
| **** | **** | * | **** | **** | * | **** | P    | * | **** | **** | * | **** | **** | *    | **** | **** | *    | **** | **** |      |      |
| **** | **** | * | **** | **** | * | **** | **** | * | **** | **** | * | **** | **** | *    | **** | **** | *    | **** | **** |      |      |
| **** | **** | * | **** | **** | * | **** | **** | * | **** | **** | * | **** | **** | *    | **** | **** | *    | **** | **** |      |      |
| **** | **** | * | **** | **** | * | **** | **** | * | **** | **** | * | **** | **** |      | **** | **** |      | **** | **** |      |      |

P = Premier ministre, LO = Chef de l'opposition (Leader of the Opposition), L = chef du NPD.

## Liste des députés
Les noms des ministres sont en gras.
|  | Nom                  | Parti                     | Circonscription                         | Notes                    |
|  | -------------------- | ------------------------- | --------------------------------------- | ------------------------ |
|  | Ted Arnott           | Progressiste-conservateur | Waterloo—Wellington                     |                          |
|  | Wayne Arthurs        | Libéral                   | Pickering—Ajax—Uxbridge                 |                          |
|  | Bas Balkissoon       | Libéral                   | Scarborough—Rouge River                 |                          |
|  | Toby Barrett         | Progressiste-conservateur | Haldimand—Norfolk—Brant                 |                          |
|  | Rick Bartolucci      | Libéral                   | Sudbury                                 |                          |
|  | Chris Bentley        | Libéral                   | London-Ouest                            |                          |
|  | Lorenzo Berardinetti | Libéral                   | Scarborough-Sud-Ouest                   |                          |
|  | Gilles Bisson        | Néo-démocrate             | Timmins—Baie James                      |                          |
|  | Marie Bountrogianni  | Libéral                   | Hamilton Mountain                       |                          |
|  | Jim Bradley          | Libéral                   | St. Catharines                          |                          |
|  | Laurel Broten        | Libéral                   | Etobicoke—Lakeshore                     |                          |
|  | Mike Brown†          | Libéral                   | Algoma—Manitoulin                       |                          |
|  | Jim Brownell         | Libéral                   | Stormont—Dundas—Charlottenburgh         |                          |
|  | Michael Bryant       | Libéral                   | St. Paul's                              |                          |
|  | Donna Cansfield      | Libéral                   | Etobicoke-Centre                        |                          |
|  | David Caplan         | Libéral                   | Don Valley-Est                          |                          |
|  | Mary Anne Chambers   | Libéral                   | Scarborough-Est                         |                          |
|  | Michael Chan         | Libéral                   | Markham                                 | Dès le 19 février 2007   |
|  | Ted Chudleigh        | Progressiste-conservateur | Halton                                  |                          |
|  | Mike Colle           | Libéral                   | Eglinton—Lawrence                       |                          |
|  | Joseph Cordiano      | Libéral                   | York-Sud—Weston                         | Jusqu'en 2006            |
|  | Kim Craitor          | Libéral                   | Niagara Falls                           |                          |
|  | Bruce Crozier        | Libéral                   | Essex                                   |                          |
|  | Bob Delaney          | Libéral                   | Mississauga-Ouest                       |                          |
|  | Vic Dhillon          | Libéral                   | Brampton-Ouest—Mississauga              |                          |
|  | Caroline DiCocco     | Libéral                   | Sarnia—Lambton                          |                          |
|  | Cheri DiNovo         | Néo-démocrate             | Parkdale—High Park                      |                          |
|  | Leona Dombrowsky     | Libéral                   | Hastings—Frontenac—Lennox and Addington |                          |
|  | Brad Duguid          | Libéral                   | Scarborough-Centre                      |                          |
|  | Dwight Duncan        | Libéral                   | Windsor—St. Clair                       |                          |
|  | Garfield Dunlop      | Progressiste-conservateur | Simcoe-Nord                             |                          |
|  | Christine Elliott    | Progressiste-conservateur | Whitby—Ajax                             |                          |
|  | Paul Ferreira        | Néo-démocrate             | York-Sud—Weston                         | Du 19 février 2007       |
|  | Kevin Flynn          | Libéral                   | Oakville                                |                          |
|  | Peter Fonseca        | Libéral                   | Mississauga-Est                         |                          |
|  | John Gerretsen       | Libéral                   | Kingston et les Îles                    |                          |
|  | Michael Gravelle     | Libéral                   | Thunder Bay—Supérieur-Nord              |                          |
|  | Howard Hampton       | Néo-démocrate             | Kenora—Rainy River                      |                          |
|  | Ernie Hardeman       | Progressiste-conservateur | Oxford                                  |                          |
|  | Andrea Horwath       | Néo-démocrate             | Hamilton-Est                            |                          |
|  | Pat Hoy              | Libéral                   | Chatham-Kent—Essex                      |                          |
|  | Tim Hudak            | Progressiste-conservateur | Erie—Lincoln                            |                          |
|  | Cam Jackson          | Progressiste-conservateur | Burlington                              | Jusqu'en 2006            |
|  | Linda Jeffrey        | Libéral                   | Brampton-Centre                         |                          |
|  | Frank Klees          | Progressiste-conservateur | Oak Ridges                              |                          |
|  | Peter Kormos         | Néo-démocrate             | Niagara-Centre                          |                          |
|  | Kuldip Kular         | Libéral                   | Bramalea—Gore—Malton—Springdale         |                          |
|  | Monte Kwinter        | Libéral                   | York-Centre                             |                          |
|  | Jean-Marc Lalonde    | Libéral                   | Glengarry—Prescott—Russell              |                          |
|  | Jeff Leal            | Libéral                   | Peterborough                            |                          |
|  | Dave Levac           | Libéral                   | Brant                                   |                          |
|  | Lisa MacLeod         | Progressiste-conservateur | Nepean—Carleton                         |                          |
|  | Rosario Marchese     | Néo-démocrate             | Trinity—Spadina                         |                          |
|  | Judy Marsales        | Libéral                   | Hamilton-Ouest                          |                          |
|  | Shelley Martel       | Néo-démocrate             | Nickel Belt                             |                          |
|  | Gerry Martiniuk      | Progressiste-conservateur | Cambridge                               |                          |
|  | Deb Matthews         | Libéral                   | London-Centre-Nord                      |                          |
|  | Bill Mauro           | Libéral                   | Thunder Bay—Atikokan                    |                          |
|  | Dalton McGuinty      | Libéral                   | Ottawa-Sud                              |                          |
|  | Ted McMeekin         | Libéral                   | Ancaster—Dundas—Flamborough—Aldershot   |                          |
|  | Phil McNeely         | Libéral                   | Ottawa—Orléans                          |                          |
|  | Madeleine Meilleur   | Libéral                   | Ottawa—Vanier                           |                          |
|  | Norm Miller          | Progressiste-conservateur | Parry Sound—Muskoka                     |                          |
|  | John Milloy          | Libéral                   | Kitchener-Centre                        |                          |
|  | Carol Mitchell       | Libéral                   | Huron—Bruce                             |                          |
|  | Jennifer Mossop      | Libéral                   | Stoney Creek                            |                          |
|  | Julia Munro          | Progressiste-conservateur | York-Nord                               |                          |
|  | Bill Murdoch         | Progressiste-conservateur | Bruce—Grey—Owen Sound                   |                          |
|  | John O'Toole         | Progressiste-conservateur | Durham                                  |                          |
|  | David Orazietti      | Libéral                   | Sault Ste. Marie                        |                          |
|  | Jerry Ouellette      | Progressiste-conservateur | Oshawa                                  |                          |
|  | Ernie Parsons        | Libéral                   | Prince Edward—Hastings                  | Jusqu'au 12 juillet 2007 |
|  | Richard Patten       | Libéral                   | Ottawa-Centre                           |                          |
|  | Steve Peters         | Libéral                   | Elgin—Middlesex—London                  |                          |
|  | Tim Peterson         | Indépendant               | Mississauga-Sud                         | Du 2 avril 2007          |
|  | Gerry Phillips       | Libéral                   | Scarborough—Agincourt                   |                          |
|  | Michael Prue         | Néo-démocrate             | Beaches—East York                       |                          |
|  | Sandra Pupatello     | Libéral                   | Windsor-Ouest                           |                          |
|  | Shafiq Qaadri        | Libéral                   | Etobicoke-Nord                          |                          |
|  | Mario Racco          | Libéral                   | Thornhill                               |                          |
|  | Khalil Ramal         | Libéral                   | London—Fanshawe                         |                          |
|  | David Ramsay         | Libéral                   | Timiskaming—Cochrane                    |                          |
|  | Lou Rinaldi          | Libéral                   | Northumberland                          |                          |
|  | Bob Runciman         | Progressiste-conservateur | Leeds—Grenville                         |                          |
|  | Tony Ruprecht        | Libéral                   | Davenport                               |                          |
|  | Liz Sandals          | Libéral                   | Guelph—Wellington                       |                          |
|  | Joyce Savoline       | Progressiste-conservateur | Burlington                              | Du 19 février 2007       |
|  | Laurie Scott         | Progressiste-conservateur | Haliburton—Victoria—Brock               |                          |
|  | Mario Sergio         | Libéral                   | York-Ouest                              |                          |
|  | Monique Smith        | Libéral                   | Nipissing                               |                          |
|  | George Smitherman    | Libéral                   | Toronto-Centre—Rosedale                 |                          |
|  | Greg Sorbara         | Libéral                   | Vaughan–King–Aurora                     |                          |
|  | Norm Sterling        | Progressiste-conservateur | Lanark—Carleton                         |                          |
|  | Peter Tabuns         | Néo-démocrate             | Toronto—Danforth                        |                          |
|  | Harinder Takhar      | Libéral                   | Mississauga-Centre                      |                          |
|  | Joe Tascona          | Progressiste-conservateur | Barrie—Simcoe—Bradford                  |                          |
|  | John Tory            | Progressiste-conservateur | Dufferin—Peel—Wellington—Grey           |                          |
|  | Maria Van Bommel     | Libéral                   | Lambton—Kent—Middlesex                  |                          |
|  | Jim Watson           | Libéral                   | Ottawa-Ouest—Nepean                     |                          |
|  | John Wilkinson       | Libéral                   | Perth—Middlesex                         |                          |
|  | Jim Wilson           | Progressiste-conservateur | Simcoe—Grey                             |                          |
|  | Elizabeth Witmer     | Progressiste-conservateur | Kitchener—Waterloo                      |                          |
|  | Tony Wong            | Libéral                   | Markham                                 | Jusqu'en 2006            |
|  | Kathleen Wynne       | Libéral                   | Don Valley-Ouest                        |                          |
|  | John Yakabuski       | Progressiste-conservateur | Renfrew—Nipissing—Pembroke              |                          |
|  | David Zimmer         | Libéral                   | Willowdale                              |                          |